# 78905 Seanokeefe
78905 Seanokeefe è un asteroide della fascia principale. Scoperto nel 2003, presenta un'orbita caratterizzata da un semiasse maggiore pari a 2,4136380 UA e da un'eccentricità di 0,2539861, inclinata di 21,44587° rispetto all'eclittica.
L'steroide è dedicato al politico statunitense Sean O'Keefe.